# Єгіндибулак (Баянаульський район)
Єгіндибула́к (каз. Егіндібұлақ) — село у складі Баянаульського району Павлодарської області Казахстану. Входить до складу Кундикольського сільського округу.
Населення — 395 осіб (2021; 492 у 2009, 591 у 1999, 616 у 1989).
Національний склад станом на 1989 рік:
- казахи — 100 %

У радянські часи село називалось також Єгіндібулак.